# Bagh-e-Jinnah

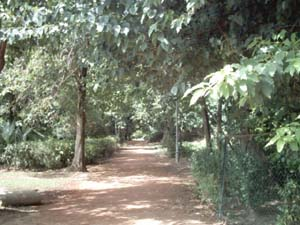
Paseo en los "Lawrence Gardens".

Bagh-e-Jinnah ( en urdu: باغ جناح)  (o Jinnah's Garden) es un parque histórico en la ciudad de Lahore, Pakistán. Anteriormente era conocido como Lawrence Gardens. Actualmente el gran espacio verde alberga un jardín botánico, una  mezquita, la Biblioteca Jinnah situada en un edificio  Victoriano. Hafeez
También en el interior del parque hay lugares de ocio y zonas deportivas junto con un teatro al aire libre, un restaurante, campos de tenis y el Yincana Campo de Cricket. 

## Localización
Se ubica en la "Lawrence Road" junto al Lahore Zoo, directamente a lo largo de la antigua casa del Gobernador del Punjab The Mall, Lahore Pakistan-Pakistán.31°33′13.42″N 74°19′52.69″E / 31.5537278, 74.3313028

## Historia
Originalmente diseñado como jardín botánico a imagen de los Kew Gardens, se lo nombró en honor de John Lawrence, Virrey de la India de 1864 a  1869. La plaza tenía su estatua, que más tarde fue trasladada al  Foyle and Londonderry College en Irlanda del Norte.
Actualmente el "Jinnah Garden Lahore" se extiende por 141 acres (0.57 km²), anteriormente tenía 176 acres (0.71 km²), terreno que fue cedido al Lahore zoo, Jardín Botánico de la Universidad Government College de Lahore y a los caminos a lo largo del jardín. Los terrenos de zona verde sin los edificios son 121 acres (0.49 km²). Es el jardín botánico más bello y mejor cuidado de Pakistán.

## Colecciones

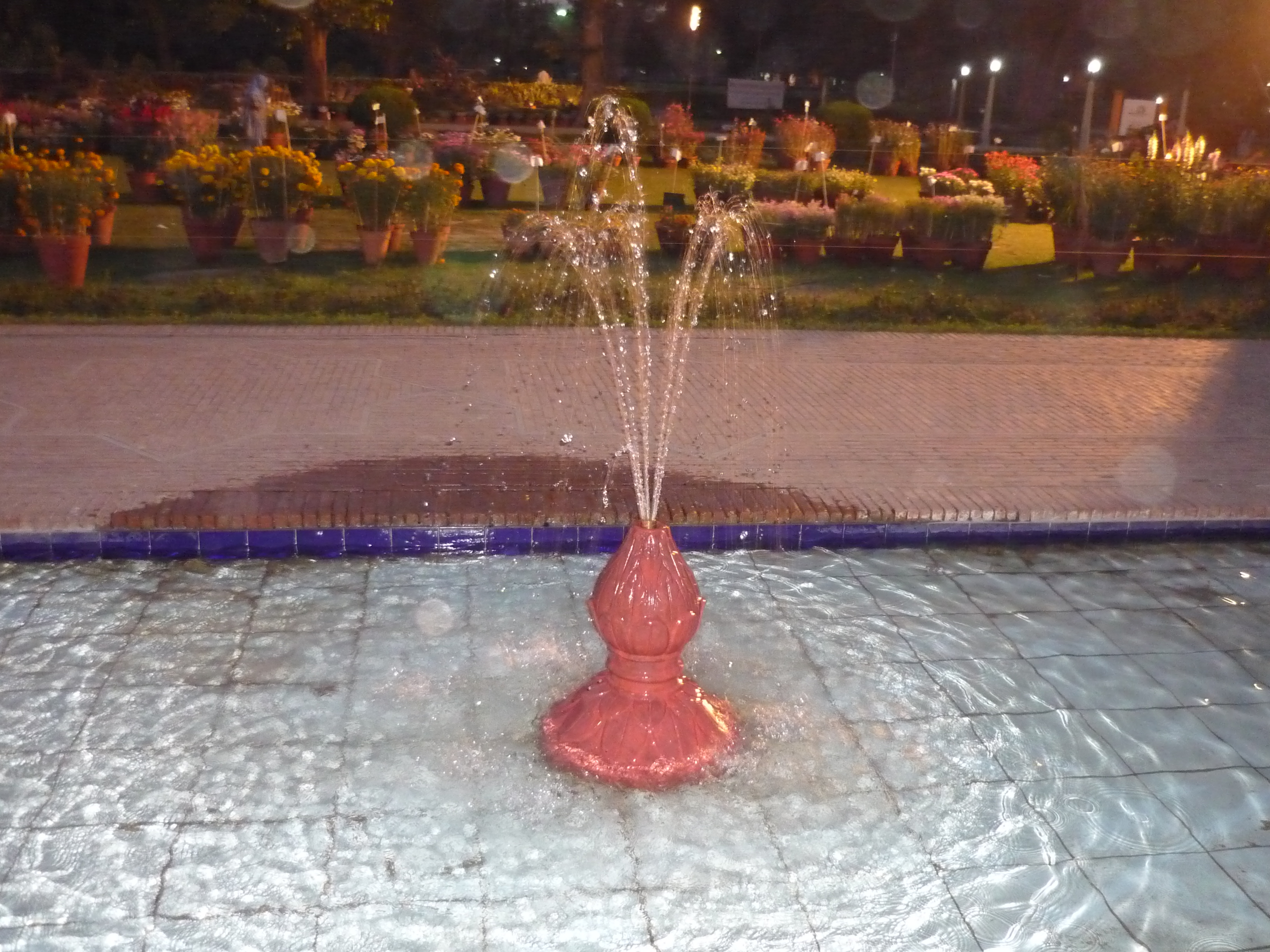
Una fuente en el Bagh-e-Jinnah.

El jardín botánico alberga más de 150 variedades de árboles, 140 tipos de arbustos, 50 tipos de trepadoras, 30 especies de palmas, casi 100 especies de suculentas y numerosas variedades de plantas anuales. 
El jardín alberga una exhibición de Chrysanthemum, fue la primera institución botánica que comenzó a cultivar chrysanthemum y alberga una de los mayores números de sus variedades. 
Alberga también 3 viveros, 4 robles de montañas.

## Información y servicios
- El parque Bagh-e-Jinnah park alberga un famoso campo de cricket desde 1885, construido para el esparcimiento de los oficiales de la colonia y de sus sirvientes.[2] El terreno mantuvo su sello de calidad Test Status de 1955 hasta 1959 cuando fue trasladado al Gaddafi Stadium.
- El parque tiene una nostálgica mención del periodo de vivencias de Bano Qudsia entre 1970 y 1980 en la notable novela Raja Gidh escrita en urdu.
- El parque alberga la tumba de Shia Sufi conocido como Baba Turat Muraad Shah, a la que visitan asiduamente un gran número de personas.